# Museo Darwin
El Museo Darwin (en ruso: Государственный Дарвиновский музей; Museo Estatal Darwin) es un museo de historia natural situado en Moscú, la capital de Rusia. Además de ser uno de los mayores museos de la capital es una institución pública dedicada a ilustrar la historia de la teoría de la evolución y a la exposición de sus abundantes colecciones zoológicas. Su nombre hace referencia al naturalista británico Charles Darwin (1809-1882), el naturalista que mejor contribuyó a la aceptación internacional de la teoría de la evolución.

## Sobre el museo

### Historia
El museo fue fundado en 1907 por iniciativa del zoólogo Aleksandr Kots. Ese año Kots comenzó a impartir clases en la Universidad para Mujeres de Moscú, invitado por Nikolái Koltsov y por Piotr Sushkin. El curso incluía la exposición de la doctrina evolutiva de Darwin, y pensó en mostrar su propia colección de animales disecados para ilustrar sus explicaciones.
En 1913 regaló su colección al laboratorio de zoología de los cursos. Por entonces, la colección exhibida en el nuevo edificio de los Cursos ubicado en el Campo de la Doncella, pasó a llamarse Museo de la Teoría Evolutiva de los Cursos Superiores para Mujeres de la Universidad de Moscú. Durante este periodo el museo fue impulsado por sus fundadores A. F. Kots, N. N. Ladygina-Kots, Vasili Vataguin y F. E. Fedulov.
Con los efectos de la Revolución Rusa todavía presentes en enero de 1918, el astrónomo, comisario de educación y profesor de los Cursos de Educación Superior para Mujeres, Pável Shtérnberg (1865-1920), protagonizó la defensa del Museo Darwin, garantizando la preservación de sus colecciones por "representar un gran valor científico".
En 1922 el Museo Darwin se independizó de la institución pública de la que dependía hasta entonces. A. F. Kots permaneció como director del museo hasta 1964.
Posteriormente, el principal conservador de la colección del museo hasta 1989 fue Valentina Oreshnikova (1946-1989), que comenzó a trabajar en el museo como taxidermista en 1970. Gracias a ella, la colección del museo se enriqueció con valiosos ejemplares y obras de artistas en las décadas de 1970 y 1980, como Aleksandr Belashov, Andréi Mаrts y otros. El Museo Darwin se convirtió en el dueño de las más rica colección de dibujos y pinturas sobre el género animal de Rusia.

### El nuevo edificio del museo
En 1995 se inauguró la nueva sede del museo, cuya construcción duró veinte años. A partir de entonces, el Museo Darwin pasó a ser el mayor museo de ciencias naturales de Europa.
La exposición describe la historia de la formación de la teoría de la evolución, la diversidad de la vida en la Tierra, la variabilidad genética y la herencia; así como la selección natural y la lucha por la supervivencia en la naturaleza.
Una parte de sus fondos está constituida por colecciones únicas: la de aberraciones naturales; la de ejemplares albinos y melánicos; y la de dientes testigo de la extinción de los tiburones.
También posee una amplia biblioteca de libros raros, y numerosas obras de arte de tema animalístico. Las salas del museo disponen de ordenadores conectados a internet que permiten obtener información no solo acerca de la exposición del museo, sino también de muchos otros grandes centros museísticos de historia natural de Rusia.
El museo presenta exposiciones audiovisuales, como "Planeta Vivo" o el Centro Multimedia "Eco-Moscú"; películas en una sala de conferencias; cine 3D; y un planetario digital.
Desde 1988 la directora del museo es Anna Kliukina.
Es uno de los museos más populares de Moscú para padres con niños.

## Imágenes de la exposición
|  |  |  |  |

## Miembros destacados
- Vasili Vataguin, pintor de composiciones animalísticas.
- Aleksandr Kots, primer director.
- Valentina Oreshnikova, conservadora jefe.
- Piotr Smolin, investigador, el guía, el profesor, el guardián y el organizador del círculo.
- Aleksandr Formózov, zoólogo y geógrafo.